# Agarophyton
Agarophyton, rod crvenih algi iz porodice Gracilariaceae, opisan je tek 2018. godine. Postoje četiri priznate vrste, od kojih je tipična A. chilense.
Sve vrste ovog roda su morske. Posljednja vrsta, Agarophyton transtasmanicum, otkrivrena je na ušču rijeke Whanganui na Sjevernom otoku (Novi Zeland) i opisana je 2020.

## Vrste
1. Agarophyton chilense (C.J.Bird, McLachlan et E.C.Oliveira) Gurgel, J.N.Norris et Fredericq
2. Agarophyton tenuistipitatum (C.F.Chang et B.-M.Xia) Gurgel, J.N.Norris & Fredericq
3. Agarophyton transtasmanicum M.Preuss, N.Muangmai & Zuccarello, 2020
4. Agarophyton vermiculophyllum (Ohmi) Gurgel, J.N.Norris et Fredericq